# Mami Wata, le mystère d'Iveza
Mami Wata, le mystère d'iveza, est une série télévisée Gabonaise en huit épisodes de cinquante-deux minutes, réalisée par Samantha Biffot et Marco Tchicot, co-produite par Canal+ International. Elle a été diffusée du 15 novembre 2021 au 6 décembre 2021 sur Canal+ en Afrique. La série est disponible en streaming depuis le 15 novembre de la même année sur myCanal Afrique,.En France, elle est disponible en intégralité sur Le Bouquet Africain depuis décembre 2021, elle est également diffusée en France depuis le mois de mars 2022 sur Canal+ Séries et en replay sur myCanal France.Le 22 octobre 2021 au Burkina Faso, la série reçoit le second prix, le trophée d'argent au Fespaco. Au Québec, elle a été diffusée en salle lors de la 38e édition du festival Vues d'Afrique le  3 avril 2022, elle reçoit par la même occasion le prix Web et séries TV,,.

## Synopsis
Oliwina, une journaliste retourne dans la ville d’Agouwé dans son Gabon natal, qu’elle a quittée 15 ans en raison d’un événement traumatisant, pour enquêter sur la disparition de son petit frère. À son arrivée, les corps de 5 enfants non identifiés sont retrouvés dans une mangrove voisine. Dans cette petite ville entourée d’océan et de mangroves, le nom de Mami Wata est sur toutes les lèvres.

## Diffusion
La série est diffusée du 15 novembre 2021 au 6 décembre 2021 à travers les bouquets Canal+ en Afrique et les offres Canal+ en France d'outre-mer. Elle est également disponible en streaming légal sur MyCanal en Afrique. La série est disponible en France à travers Le Bouquet Africain. Dans le reste du monde, elle est inédite.
| RÉGION             | DIFFUSION                               | CHAÎNES                     |
| ------------------ | --------------------------------------- | --------------------------- |
| Afrique            | du 15 novembre 2021 au 6 décembre 2021  | Canal+Première              |
| France d'outre-mer | du 22 novembre 2021 au 13 décembre 2021 | Canal+                      |
| France             | depuis le 22 décembre 2021              | Le Bouquet Africain, Canal+ |

## Fiche technique
- Titre : Mami Wata, le mystère d'iveza
- Réalisation : Samantha Biffot, Marco Tchicot
- Scénario : Samantha Biffot, Olivier Messa, Olivia Biffot, Iris Ducorps
- Production : Samantha Biffot (Princesse M Productions), Pierre-Adrien Ceccaldi, On est ensemble, CANAL+ INTERNATIONAL
- Pays d'origine : Gabon
- Langue originale : français
- Genre : Drame, Horreur, suspense
- Diffusion originale : 15 novembre 2021
- Chaîne d'origine : Canal+ Afrique
- Durée : 52 minutes par épisode
- Compositeur de musique : Cleef "I-PKU" Mbadinga & Mehdi Jalel
- Montage Son: Jf Viguié
- Mixage : Christophe Gremiot

## Distribution
- Elvira Obame : Mami Wata
- Olivia Biffot : Oliwina Aworet
- Yvan Izangaud : Martial Mounombi
- Jean-Claude Mpaka : Telesphore Aworet
- Marie-Michèle Zwank : Nyangui Aworet
- Christian Ngouah-Beaud : Léonce Mabika
- Jean Fidèle Nziengui Nzamba : Commissaire Matangoye
- Serge Abessolo : Vennegoor Onanga
- Laurenne Moutsinga : Anna
- Antonio Da Silva : Oliwina (15 ans)
- Anoucka Okoue : Grâce
- Grâce Ngouanda : Grâce (10 ans)
- Van Mabadi : Ogoula Mère
- Merveille Baguetou : Oliwina (6 ans)
- Ben Mabadi : Kolo
- Denis Ogoula Ighenda : Pao Aworet (15 ans)
- Aude Mbourou : Starla (15 ans)
- Rose Moussavou : Starla (30 ans)
- Jorysse Mbele : Honore
- Emmanuel Assoumou : Pao Aworet (10 ans)
- Boris Ibinga : Fidele
- Freynel Obame : Marc
- Michel Ndao : Mr Gouassi
- André Ottong : Officier Tanguy
- Élisabeth Barro : Grand mère Starla
- Keifren Bondobari : Franck Malanda

## Distinctions
Mami Wata reçoit le 22 octobre 2021, le trophée d'argent au Fespaco dans la catégorie Série TV,. La série reçoit également le premier prix au Festival Écrans noirs, le 27 novembre 2021 au Cameroun. Au Festival de la fiction TV de La Rochelle, Mami Wata, le mystère d’Iveza était en lice dans la catégorie « Compétition étrangère francophone ». Le 11 avril 2022, elle reçoit le prix Web et séries TV lors de la 38e édition du festival Vues d'Afrique au Québec,,.
| NOMINATIONS                                                   | RÉCOMPENSES                |
| ------------------------------------------------------------- | -------------------------- |
| Fespaco du 22 octobre 2021                                    | Prix d'argent (2d prix)    |
| Écrans noirs du 27 novembre 2021                              | Meilleure série (1er prix) |
| Festival de la fiction TV de la Rochelle du 14 septembre 2021 | Aucun Prix                 |
| Vues d'Afrique du 11 avril 2022.                              | Prix Web et séries TV      |

## Épisodes
- Épisode 1 : Retour à Iveza du 15 novembre 2021

Résumé: Quand elle apprend que son petit frère Pao a disparu, Oliwina saute dans le premier avion et revient au Gabon pour la première fois en quinze ans.
- Épisode 2 : Ou est Pao ? du 15 novembre 2021

Résumé: Cinq enfants sont retrouvés morts dans le lac Iveza.
- Épisode 3 :  Le secret d'Oliwina du 22 novembre 2021

Résumé: Oliwina et Martial découvrent que Télésphore a acheté le silence des victimes du drame survenu quinze ans plus tôt.
- Épisode 4 : Le retour de Starla du 22 novembre 2021

Résumé: Alors que de mystérieuses attaques remuent les eaux d'Agouwe, Oliwina découvre que son père a une maitresse
- Épisode 5 :  Affronter le passé du 29 novembre 2021

Résumé: Oliwina reçoit la visite de Leonce, un adepte du culte de Mami Wata.
- Épisode 6 :  Tous les soupçons sont permis du 29 novembre 2021

Résumé: Oliwina et Martial reprennent l'enquête que menait Pao et retournent interroger le pêcheur Prince Arnault.
- Épisode 7 :  Mami Wata refait surface du 06 décembre 2021

Résumé: 
- Épisode 8 :  La vérité du 06 décembre 2021

Résumé: